# Revista Montserratina
La Revista Montserratina és una publicació mensual redactada pels monjos de Montserrat, durant els anys 1907 a 1917, iniciada durant l'abadiat de Josep Deàs i Villar (1837-1921), a iniciativa seva.

## Història

### Característiques
La Revista Montserratina volia ser un reflex de l'activitat periodística i la inquietud renovadora dels monjos de Montserrat en qüestions humanístiques, socials, polítiques i històriques. Va aportar continguts a patrimoni intel·lectual del catalanisme en les primeres dècades del segle vint. La Revista es publicava preferentment en castellà, malgrat que també contenia articles en català, preferentment poesies. Estava dedicada a la Mare de Déu de Montserrat i la seva funció principal era propagar el culte marià, donar a conèixer l'esperit i la Regla de sant Benet, transmetre informacions sobre la història i notícies de l'orde arreu del món, la història dels sants, la música sagrada, temes relacionats amb la litúrgia i altres temes de caràcter literari, científic i d'actualitat. Disposava d'una part relacionada amb bibliografia, de llibres rebuts, una necrològica de l'orde i una crònica de Montserrat amb els esdeveniments més importants. També incorporava les observacions meteorològiques de la mateixa estació de l'abadia montserratina. Es tractava d'una revista il·lustrada, amb fotogravats, tant de retrats o autoritats catòliques com també d'imatges de monestirs benedictins. El dibuix de la capçalera és de Lesmes i inclou els lemes “Pax” i “Ora et labora”. La revista impresa a la impremta La Hormiga de Oro, amb censura eclesiàstica, va començar amb lliuraments de 32 pàgines, que més endavant s'anirien incrementant. Els diferents lliuraments s'agrupaven en volums anuals i amb el número de desembre es publicaven els índexs. Després d'11 anys de publicació, el darrer número va ser el 132, el desembre de 1917. A partir de l'any següent va ser substituïda pel títol Analecta Montserratensia (1918-1965), una revista impulsada pel P. Anselm Maria Albareda i Ramoneda i ara redactada totalment en català, de caràcter més històric i científic.

### Responsables i col·laboradors
La revista, que comença a publicar-se el gener de 1907, neix d'acord amb la creença del P. Fèlix Sardà i Salvany (1841-1916), que pensava que el Monestir havia de tenir una publicació pròpia. L'abdat Josep Deàs i Villar, des de la seva responsabilitat pren la iniciativa. El P. Ramon Colomé (1875-1922) fou el seu primer director. El desembre de 1915 és substituït per Romuald Simó i Costa, que fins aleshores havia estat el sotsdirector de la publicació. L'administrador va ser el P. Antoni Maria Marcet (1878-1946), que la va potenciar quan va esdevenir abat. Entre els seus principals redactors destaquen Fausto Curiel Gutiérrez, Ramir Escofet, Adeodat Marcet Poal, Bonaventura Ubach i Medir, Bonifaci Soler i Gregori Maria Sunyol i Baulenas.

### Accés obert
Actualment, es pot consultar amb accés lliure a través del catàleg de la Biblioteca de Montserrat o bé mitjançant l'enllaç al portal d'ARCA (Arxiu de Revistes Catalanes Antigues). Aquesta revista es dedicava bàsicament a qüestions apologètiques i a notícies relacionades amb l'Abadia i l'orde de Sant Benet, i també incloïa contingut de tipus cultural sobre qüestions humanístiques, socials, polítiques i històriques. A part de poder-la consultar, es poden fer cerques per paraules damunt de cada un dels números digitalitzats.